# Tatyana Kolpakova
Tatyana Alekseyevna Kolpakova (Frunze, 18 de outubro de 1959) é uma ex-atleta soviética campeão olímpica do salto em distância.
Começou a competir como júnior aos 15 anos, e seu primeiro esultado expressivo foi em 1974 com o segundo lugar no campeonato nacional júnior realizado no Estádio Lujniki, antigo Estádio Central Lenin, com o segundo lugar no salto em distância e a marca de 5,90 m. No mesmo ano ela entrou no curso de economia da Universidade Quirguize, em Frunze – atual Bichkek – que abandonou após três anos de estudos. Em 1978 ela atingiu a marca de 6,30 m num torneio para saltadores em Chișinău. Passou a integrar a equipe nacional soviética de atletismo em 1979 e em 1980  foi selecionada para disputar os Jogos Olímpicos em casa.
Foi campeã da modalidade em Moscou 1980, saltando 7,06 m na última tentativa, uma marca 36 cm maior do que seu recorde pessoal, 6,70 m, que ela havia conseguido durante as próprias eliminatórias da prova, no dia anterior.
Natural da república soviética do Quirguistão, após encerrar a carreira recebeu o titulo de "Atleta Quirguize do Século" e trabalhou como técnica de atletismo.  Um campeonato foi criado em sua homenagem e é realizado anualmente em  Bishkek, normalmente em maio, e competidores de países vizinhos são convidados.
Em 2001 ela se mudou para Moscou com a família para trabalhar como diretora de um clube de atletismo na capital russa. Em 2004 assumiu um cargo de alto nível no Comitê Olímpico para Educação Física, Esportes e Turismo em Korolev, onde vive e trabalha hoje.